# 空白期 (瓷器)
空白期，又稱黑暗期，在景德鎮瓷器歷史中泛指明代正统、景泰、天顺（1436年-1464年）這段時間，因為没有发现其中任何三朝時期带官窑年款的瓷器存世，所見瓷器都民窑所產，因而稱作「空白期」。
明代這三朝實際上都有官窑出品，主因是皇室内部因帝位屢起冲突，所以景德镇官窑生产的瓷器此时因而不便书写年款，因此這三朝的瓷器在各博物馆或私人收藏裡常这划归宣德或成化朝。直到景德镇陶瓷研究所发现的一批明代正统官窑瓷器，並可看出與宣德、成化不同的风格。因此空白期的瓷器面貌才逐漸明顯，但三朝出土、传世物及相关史料毕竟有限，因此空白期瓷器的資料終究不多，但大致可發現，空白期的瓷器雲氣紋頗重，主題花紋往往用雲氣紋罩住，青花也比較灰暗。